# Булах, Лада Валентиновна
Лада Валентиновна Булах (укр. Лада Валентинівна Булах; род. 11 февраля 1976 года, Киев) — украинский общественный деятель, политик.
Народный депутат Украины IX созыва.

## Биография
Окончила Киевский институт культурных и социальных связей (факультеты психологии и социологии). Училась в Национальной академии труда и социального управления. Получила диплом Международного института менеджмента (специальность NGO management course). Окончила Украинский католический университет (специальность «Управление неправительственными организациями, проектный менеджмент»).
Булах является исполнительным директором БО «100% жизнь. Киевский регион».
Она работала в благотворительных организациях и центрах помощи, прошла путь от социального работника к руководителю. Основала Социальное предприятие «Мгновения».
Занимается общественной деятельностью (потребностями людей с туберкулезом, ВИЧ/СПИД, детей-сирот, женщин, подвергшихся семейному насилию, беженцев, ветеранов АТО на городском, национальном и международном уровнях).

## Политическая деятельность
Кандидат в народные депутаты от партии «Слуга народа» на парламентских выборах 2019 года, № 89 в списке. На время выборов: исполнительный директор благотворительной организации «100% жизни. Киевский регион», беспартийная. Проживает в Киеве.
Член Комитета Верховной Рады по вопросам здоровья нации, медицинской помощи и медицинского страхования, председатель подкомитета по вопросам обеспечения эпидемической безопасности, борьбы с ВИЧ/СПИД и социально опасными заболеваниями.
Секретарь группы по межпарламентским связям с Республикой Северная Македония.
7 декабря 2020 года включена в список украинских физических лиц, против которых российским правительством введены санкции.